# Britta Oellers
Britta Oellers (* 14. Oktober 1973 in Kempen) ist eine deutsche Politikerin der CDU. Sie ist seit 2017 Abgeordnete im Landtag von Nordrhein-Westfalen.

## Leben
Oellers besuchte die Freiherr-vom-Stein-Schule in Krefeld. Sie legte 1993 das Abitur ab, absolvierte danach eine Ausbildung zur Bankkauffrau bei der Sparkasse Krefeld und bildete sich im Anschluss bis 1999 zur Sparkassenfachwirtin fort. Seit dem Abschluss ihrer Berufsausbildung 1996 ist sie Angestellte der Sparkasse Krefeld.
Britta Oellers ist ledig und lebt mit ihrem Lebenspartner in Krefeld-Fischeln. Sie hat einen Sohn.

## Politik
Oellers ist seit 1991 Mitglied der CDU. Von 1994 bis 2004 war sie Vorsitzende der Jungen Union Krefeld-Fischeln. Sie ist seit 1999 Mitglied im Rat der Stadt Krefeld und dort seit 2012 stellvertretende Vorsitzende der CDU-Fraktion.
Bei der Landtagswahl 2017 wurde Oellers als Abgeordnete in den Landtag von Nordrhein-Westfalen gewählt. Sie gewann das Direktmandat im Wahlkreis 47 (Krefeld I – Viersen III) mit 36,7 % der Erststimmen. Im Landtag ist sie Mitglied des Ausschusses für Arbeit, Gesundheit und Soziales, des Ausschusses für Familie, Kinder und Jugend sowie des Petitionsausschusses. Bei der Landtagswahl 2022 wurde Oellers erneut in den Landtag von Nordrhein-Westfalen gewählt. Im Wahlkreis 48 (Krefeld I – Viersen III) gewann sie mit 34,6 Prozent der Stimmen das Direktmandat.